# A Law Unto Herself
A Law Unto Herself è un cortometraggio muto del 1914 diretto da Joseph De Grasse. I due attori principali erano Elsie Jane Wilson e Rupert Julian	 che, nella vita reale, erano marito e moglie.

## Produzione
Il film fu prodotto dalla Rex Motion Picture Company.

## Distribuzione
Distribuito dall'Universal Film Manufacturing Company, il film - un cortometraggio in due bobine - uscì nelle sale cinematografiche degli Stati Uniti l'8 ottobre 1914.